# Paracorymbia stragulata
|                                                                                         |                                                     |
| Abb. 1: Schwarz ausgedehnt                                                              | Abb. 2: Schwarz reduziert                           |
|                                                                                         |                                                     |
| Abb. 3 oben: gesägte Fühler beim Männchen Abb. 3 unten: Weibchen mit geringeltem Fühler |                                                     |
|                                                                                         |                                                     |
| Abb. 4: Seitenansicht                                                                   | Abb. 5 Flügeldeckenab- schluss, links grün markiert |

Paracorymbia stragulata ist ein Käfer aus der Familie der Bockkäfer und der Unterfamilie der Schmalböcke. Die Gattung Paracorymbia umfasst weltweit 16 Arten, von denen neun in Europa anzutreffen sind. Paracorymbia stragulata findet man in Südwesteuropa auf Blüten.

## Bemerkungen zum Namen
Die Art wurde  erstmals von Germar 1824 unter dem Namen Leptura stragulata als 701. Art neuer oder wenig bekannter Käfer beschrieben. Der Name wird von Germar durch Illigeri (lat. des Illiger oder von Illiger) ergänzt. Die Beschreibung enthält keinen eindeutigen Hinweis darauf, weshalb Germar den Namen stragulāta (lat. mit einer Decke, strāgula, versehen) vergibt.
Die Gattung Paracorymbia wurde von Miroshnikov 1998 eingeführt. Der Name ist aus altgr. παρά pará, “neben” und dem Gattungsnamen Corymbia abgeleitet, der 1886 von Des Gozis eingeführt wurde. Der Name besagt, dass die beiden Gattungen Corymbia und Paracorymbia sich ähneln.

## Körperbau des Käfers
Der Käfer ähnelt in der Form dem in Mitteleuropa häufigen Rothalsbock. Körperfarbe und Zeichnung der Flügeldecken variieren.
Der schwarze Kopf ist gegenüber der Körperachse schräg nach unten gesenkt. Er ist gelblich behaart und dicht punktiert. Die Fühler sind elfgliedrig und entweder schwarz oder geringelt, die Färbung ist jedoch nicht geschlechtsspezifisch. Man kann die Geschlechter aber am Bau der Fühler unterscheiden. Beim Männchen sind sie vom fünften bis zum neunten Glied abgeflacht und nach außen deutlich gezähnt (Abb. 1 und 3 oben). Beim Weibchen dagegen sind die Fühlerglieder runder und die Zähnung ist höchstens schwach ausgebildet (Abb. 2, 3 und 4 unten).
Der Halsschild ist länger als breit und verschmälert sich zum Kopf hin glockenförmig. An der Basis und am Vorderende ist er eingeschnürt. Die Hinterecken sind stumpf und etwas seitlich ausgebeult. Der Halsschild ist ganz schwarz, punktiert, und gelblich behaart. Das Schildchen ist schwarz.
Die Flügeldecken werden nach hinten schmaler, ihr Hinterende ist schräg und leicht konkav abgestutzt, der spitze Winkel liegt außen (Abb. 5). Sie sind gelblich behaart und haben eine tiefe und dichte Punktierung, die nach hinten schwächer wird. In der Originalbeschreibung wird die Färbung als schwarz bis auf einen hellbraunen dreieckigen Fleck am Schildchen und ein kurzer hellbraunen seitlicher Streifen angegeben. Mulsant dagegen nennt als Normalfall braungelbe Flügel mit einem schwarzen Streifen an der Schulter und einem weiteren schwarzen Streifen an der Flügeldeckennaht, welcher besonders hinten breit ausgebildet ist. Dann nennt er fünf Varianten, die sich durch Reduzierung oder Ausdehnung der schwarz gefärbten Bereiche ergeben (Abb. 1 bis 3).
Die Unterseite ist schwarz oder gelbrot und spärlich behaart.

## Biologie
Die Käfer erscheinen im späten Frühjahr, die Fundmeldungen eines Insektenforums liegen in Frankreich zwischen Mai und August mit dem Maximum im Juli.

## Verbreitung
Die Art ist nur aus Südwestfrankreich, Spanien und Portugal bekannt.